# 17625 Joseflada
17625 Joseflada (1996 AY1) là một tiểu hành tinh nằm phía ngoài của vành đai chính được phát hiện ngày 14 tháng 1 năm 1996 bởi P. Pravec và L. Šarounová ở Đài thiên văn Ondřejov.